# Uftjuga (affluente della Suchona)
La Uftjuga (in russo Уфтюга?) è un fiume della Russia europea settentrionale, affluente di sinistra della Suchona. Scorre nell'Ust'janskij rajon dell'Oblast' di Arcangelo e nei rajon Tarnogskij e Njuksenskij dell'Oblast' di Vologda.

## Descrizione
Il fiume proviene dalle paludi vicino alla stazione di Sulonda della ferrovia Konoša-Kotlas. All'inizio scorre brevemente a est, ma dopo la stazione di Uftjuga della stessa ferrovia, gira a sud. Scorre in questa direzione in una zona coperta dalla taiga, senza incontrare centri urbani di qualche rilievo fino alla confluenza con la Suchona a 170 km dalla foce. Ha una lunghezza di 134 km, il suo bacino è di 2 360 km². È gelata per lunghi periodi ogni anno, all'incirca fra l'inizio di novembre e la fine di aprile.
Il suo maggior affluente è il Porša (lungo 104 km) proveniente dalla sinistra idrografica.